# عادل السليماني
عادل علوي عبده السليماني من مواليد 25 أغسطس 1995 لاعب كرة قدم قطري يجيد اللعب في خط الوسط في نادي أم صلال .
لعب سابقاً في نادي أم صلال ونادي الوكرة ,

## روابط خارجية
- عادل السليماني على موقع Soccerway.com (الإنجليزية)